# Saint-Nicolas-la-Chapelle (Aube)
Saint-Nicolas-la-Chapelle é uma comuna francesa na região administrativa de Grande Leste, no departamento de Aube. Estende-se por uma área de 11,54 km². Em 2010 a comuna tinha 68 habitantes (densidade: 5,9 hab./km²).